# 34-ти награди Златна малинка
34-тите награди Златна малинка (на английски: 34th Golden Raspberry Awards) се провеждат на 1 март 2014 година, а номинациите са обявени на 15 януари. Предварителното номинационно гласуване е разкрито на 26 декември 2013 г.

## Номинирани и наградени

### Най-лош филм
- „Пълен т*шак“
  - „Земята: Ново начало“
  - „Дърти хлапета 2“
  - „Самотният рейнджър“
  - A Madea Christmas

### Най-лош актьор
- Джейдън Смит – „Земята: Ново начало“
  - Аштън Къчър – „Джобс“
  - Адам Сандлър – „Дърти хлапета 2“
  - Силвестър Сталоун – „Куршум в главата“, „Невъзможно бягство“ и „Бойни старчета“
  - Оуен Уилсън – „Свободни птици“

### Най-лоша актриса
- Тайлър Пери – A Madea Christmas
  - Хали Бери – The Call и „Пълен т*шак“
  - Селена Гомес – Getaway
  - Линдзи Лоън – The Canyons
  - Наоми Уотс – Diana и „Пълен т*шак“

### Най-лош актьор в поддържаща роля
- Уил Смит – „Земята: Ново начало“
  - Крис Браун – „Надиграването“
  - Лари Кабелджията – A Madea Christmas
  - Тейлър Лаутнър – „Дърти хлапета 2“
  - Ник Суордсън – „Дърти хлапета 2“ и A Haunted House

### Най-лоша актриса в поддържаща роля
- Ким Кардашян – Temptation: Confessions of a Marriage Counselor
  - Салма Хайек – „Дърти хлапета 2“
  - Катрин Хейгъл – „Тежка сватба“
  - Лейди Гага – „Мачете убива“
  - Линдзи Лоън – inAPPropriate Comedy и „Страшен филм 5“